# Santa Rita (Aragua)
Santa Rita är en stad i Venezuela och är belägen i delstaten Aragua. Den hade 84 264 invånare år 2007, med totalt 135 873 invånare i hela kommunen på en yta av 24 km². Kommunens officiella namn är Francisco Linares Alcántara. Staden är belägen strax sydost om Maracay och ingår i denna stads storstadsområde. 